# Un trou dans le mur (film, 1930)
Pour l’article homonyme, voir Un trou dans le mur.
Pour plus de détails, voir Fiche technique et Distribution.
Un trou dans le mur  est un film français réalisé par René Barberis et sorti en 1930.
C'est la première production des studios Paramount qui venaient de racheter les studios de Joinville. Le film a été tourné en 13 versions linguistiques différentes.

## Fiche technique
- Réalisation : René Barberis
- Scénario : René Barberis d'après une pièce de Yves Mirande et Gustave Quinson
- Production :  Les Studios Paramount
- Type : sonore, noir & blanc
- Durée : 83 minutes
- Date de sortie: 6 juin 1930

## Distribution
- Jean Murat : André de Kerdrec
- Dolly Davis : Lucie
- Marguerite Moreno : Arthémise
- Léon Belières : le comte de Corbin
- Pierre Brasseur : Anatole
- Suzanne Dehelly : la couturière
- Lucien Callamand : le jardinier
- Charles Lamy : l'antiquaire